# جون بريغز (كاتب)
جون بريغز (بالإنجليزية: John Briggs)‏ هو كاتب أمريكي، ولد في 1938.